# 마미야 형제
《마미야형제》(間宮兄弟)는 에쿠니 가오리의 소설이다. 2006년에는 영화로도 만들어졌다.

## 줄거리
우애 좋은 마미야 형제. 두 사람 모두 독특한 취미를 가져 오타쿠라고도 할 수 있다. 서로를 소중히 생각해 지금의 생활을 즐기면서도 애인이 없는것에 의문을 가져 처음으로...

## 등장인물

### 마미야 형제
마미야 아키노부
35세 장남
마미야 테츠노부
32세 차남

### 그 외
쿠즈하라 유리코
테츠노부가 일하는 초등학교의 32세 독신 여선생님.
혼마 나오미
형제가 자주 가는 비디오 가게에서 아르바이트 하는 대학교 3학년
혼마 유미
나오미의 여동생. 남자친구가 있는 고등학교 3학년.
유미의 남자친구
원작에서는 이름이 나오지 않지만, 영화에서는 '다마키'라는 이름이 붙여졌다.
오오가키 켄타
아키노부가 맡는 회사의 선배이며 친구.아키노부가 사내에서 마음을 터놓는 얼마 안되는 인간 중 1명이다. 39세, 기혼.
오오가키 사유리
켄타의 부인.
코타
나오미와 같은 대학에 다니는 나오미의 남자친구.
마미야 준코
마미야 형제의 어머니. 고향 시즈오카에서 90세 어머니와 둘이서 살고있다. 아들들을 자랑스럽게 생각한다.
마미야 타츠오
18년 전에 세상을 떠난, 변호사였던 마미야 형제의 아버지

## 영화

### 출연진
- 마미야 아키노부: 사사키 쿠라노스케
- 마미야 테츠노부: 츠카지 무카 (드렁크드래곤)
- 쿠즈하라 유리코: 도키와 다카코
- 혼마 나오미: 사와지리 에리카
- 혼마 유미: 기타가와 게이코
- 마미야 준코: 나카지마 미유키
- 비디오가게 직원: 스즈키 타쿠 (드렁크드래곤)

### 제작진
- 주제가: 립 슬라임 〈Hey,Brother〉